# 林瑞明
林瑞明（1950年7月1日—2018年11月26日），筆名林梵、林退嬰，台南人，台灣詩人、作家、評論家、文學研究者、歷史學研究者、文學史研究者。曾任國立成功大學歷史系教授，於2015年退休。

## 經歷
1950年7月1日在台灣台南市出生，台南一中，一年後轉學台北建國中學，高中畢業后，在成功大學歷史學系取得學士學位，後考進國立台灣大學歷史學研究所，得碩士學位。
歷任成功大學歷史學系講師、副教授、教授，擔任台灣文學史等課程。
升任正教授後曾到日本立教大學做研究。
部份學術論文被翻譯成日本語在日本出版。
2003年10月17日到2005年9月1日間，被行政院文化建設委員會借調出任國家台灣文學館開館營運後的首位館長（籌備處主任）。
名言：「歷史從身邊研究起」。
2018年11月26日在家中去世，多數成大師生表示不捨。

## 著作

### 學術專書
- 《晚清譴責小說的歷史意義》（1980年）
- 《台灣文學與時代精神──賴和研究論集》（1993年）
- 《台灣文學的歷史考察》（1996年）
- 《台灣文學的本土觀察》（1996年）等。

### 文學創作結集
- 《失落的海》（1975年）
- 《流轉》（1986年）
- 《未名事件》（1986年）
- 《少尉的兩個世界》（1995年）等。

### 傳記
- 《王光祈的一生與少年中國學會》（和郭正昭合寫，1974年）
- 《楊逵畫像》（1978年）。

## 主編
- 《賴和全集》、《賴和手稿集》、《賴和漢詩初編》、《賴和手稿影像集》
- 《國民文選‧現代詩卷》
- 《光復前台灣文學全集》（與張恆豪、羊子喬合編）
- 《台灣作家全集‧戰後第2代》（與陳萬益合編）

## 相關著作
- 許雪姬、王昭文訪問，王昭文、吳美慧、林建廷記錄：《奔流：林瑞明教授訪問紀錄》（中央研究院臺灣史研究所，2015）

## 外部連結
- http://www.cca.gov.tw/app/autocue/news/culture_news_template.jsp?news_id=1125887533444[ 台灣行政院文化建設委員會2005年9月2日新聞稿國家文學館主任林瑞明返校任教職，吳錦發籌組諮詢委員會] （页面存档备份，存于）
- 台灣國家台灣文學館第1任館長（主任）資料網頁 （页面存档备份，存于）

| 前任： 首任 | 國家台灣文學館館長 2003年10月17日－2005年9月1日 | 繼任： 吳麗珠（副首長代理）、吳密察 |